# Mike McCallum
Mike McCallum (født 7. december 1956 i Kingston, død 31. maj 2025) var en jamaicansk mellemvægtsbokser. Han var til at begynde med amatørbokser, men blev professionel i 1984. Han havde fighternavnet The Body Snatcher.
Senere blev McCallum boksetræner i Las Vegas.